# Władcy błatneńscy
Władcy błatneńscy – władcy Księstwa Błatneńskiego (nazywanego także Księstwo Zadunajskie lub Księstwo Panońskie), słowiańskiego państwa istniejącego w drugiej połowie IX wieku w zachodniej części Kotliny Panońskiej, między Dunajem na północy i wschodzie, Murą i Drawą na południu a Rabą na zachodzie.

## Ród Pribiny
| # | Imię    |  | Urodzony | Zmarł | Czas rządów | Rodzice     |
| - | ------- |  | -------- | ----- | ----------- | ----------- |
| 1 | Pribina |  | ???      | 861   | 840–861     | ???         |
| 2 | Kocel   |  | ???      | 876   | 861–876     | Pribina ??? |

## Karolingowie
| # | Imię                                 |  | Urodzony | Zmarł | Czas rządów | Rodzice                 |
| - | ------------------------------------ |  | -------- | ----- | ----------- | ----------------------- |
| 3 | Arnulf z Karyntii Arnulf von Kärnten |  | 850      | 899   | 876–884     | Karloman Liutswinda (?) |

## Mojmirowice
| # | Imię                     |  | Urodzony    | Zmarł | Czas rządów | Rodzice |
| - | ------------------------ |  | ----------- | ----- | ----------- | ------- |
| 4 | Świętopełk I Svatopluk I |  | ok. 844–849 | 894   | 884–894     | ???     |

## Dynastia chorwacka
| # | Imię            |  | Urodzony | Zmarł | Czas rządów     | Rodzice |
| - | --------------- |  | -------- | ----- | --------------- | ------- |
| 5 | Braslaw Braslav |  | ???      | ???   | ok. 894–ok. 901 | ???     |